# Mary Bell
Mary Flora Bell (sinh ngày 26 tháng 5 năm 1957) là một phụ nữ người Anh, khi còn là vị thành niên, đã sát hại hai cậu bé tuổi mẫu giáo ở Scotswood, ngoại ô nội thành Newcastle upon Tyne vào năm 1968. Vụ án mạng đầu tiên xảy ra khi cô 10 tuổi. Trong cả hai trường hợp, Bell đều thông báo với nạn nhân bị đau họng và cô sẽ xoa bóp trước khi tiến hành siết cổ nạn nhân.
Bell bị kết tội cả hai vụ giết người vào tháng 12 năm 1968, trong một phiên tòa được tổ chức tại Newcastle Assizes khi cô 11 tuổi. Đồng phạm của cô trong những vụ giết người, Norma Joyce Bell, 13 tuổi (không có quan hệ họ hàng), được trắng án về mọi tội danh. Bell vẫn là nữ sát nhân trẻ nhất nước Anh, mặc dù không phải là nữ sát nhân trẻ nhất, đã bị kết tội ngộ sát cả hai nạn nhân.
Bell được trả tự do vào năm 1980, ở tuổi 23. Một lệnh từ tòa án cho phép cô được ẩn danh. Kể từ đó, cô đã sống dưới một loạt các biệt danh.